# Provinz Manabí

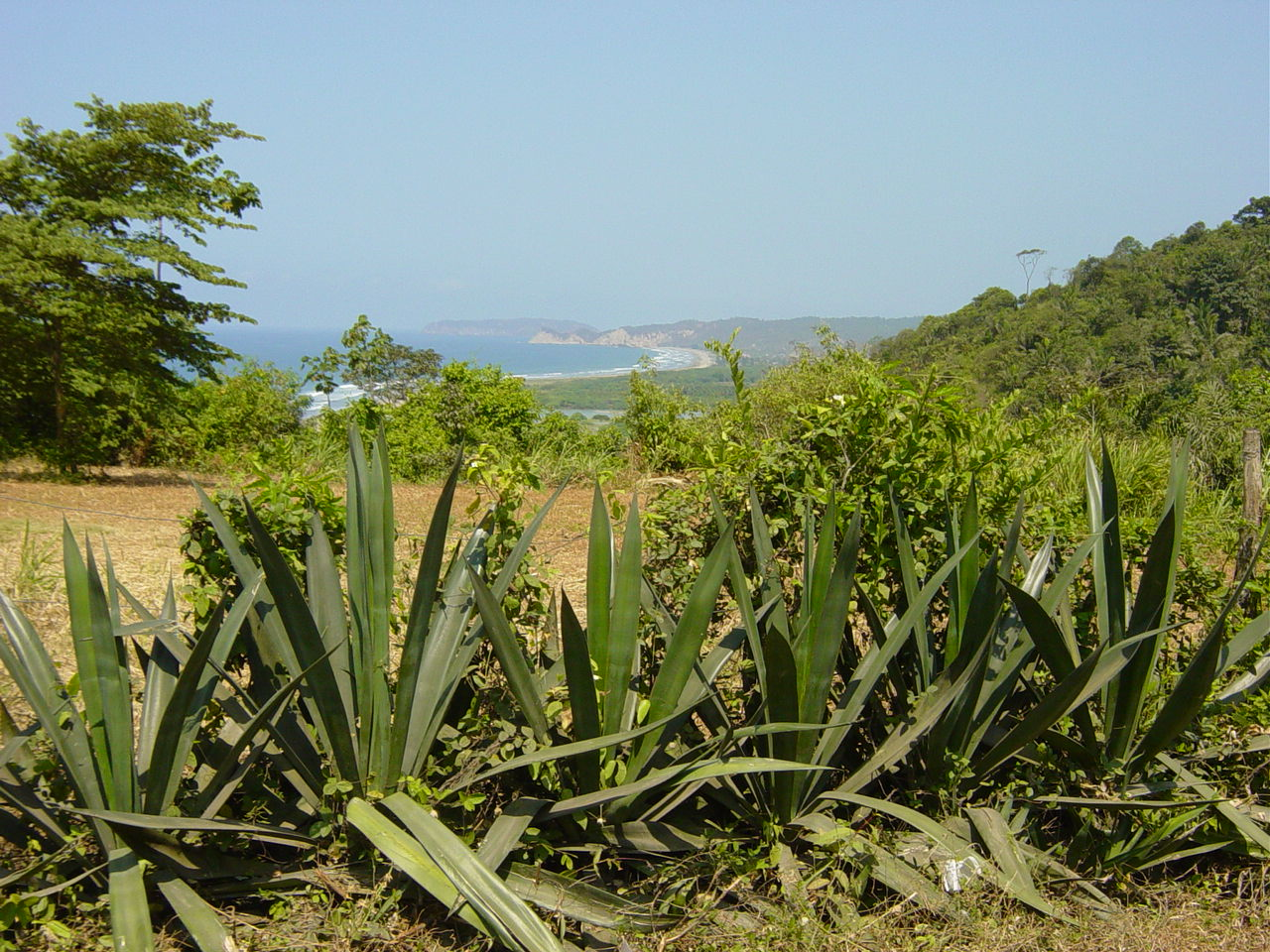
Pazifikküste in der Provinz Manabí

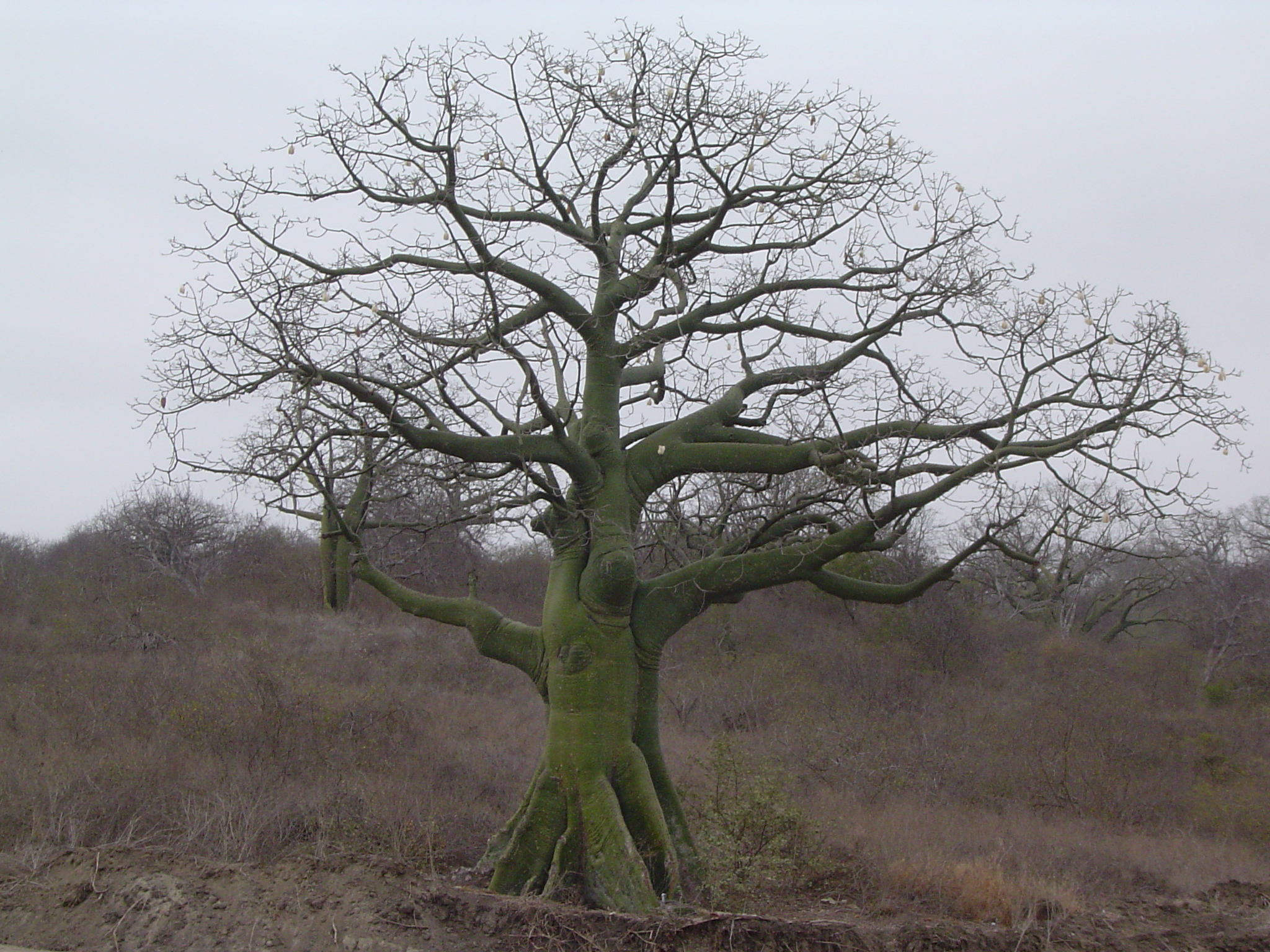
Landschaftsprägender Kapokbaum

Die Provinz Manabí (span. Provincia de Manabí) ist eine Provinz in Ecuador. Sie hat auf einer Fläche von rund 19.500 Quadratkilometern etwa 1,6 Millionen Einwohner (Stand Zensus 2022). Die Provinz liegt in der Küstenregion Ecuadors am Pazifischen Ozean. Ihre Hauptstadt ist Portoviejo. Weitere wichtige Städte sind der Marinestützpunkt Manta, Montecristi und Bahía de Caráquez.

## Geographie
Die Provinz Manabí liegt im Nordwesten Ecuadors an der Pazifikküste. Sie grenzt im Norden an die Provinz Esmeraldas, im Osten an die Provinzen Santo Domingo de los Tsáchilas, Los Ríos und Guayas, im Süden ebenfalls an die Provinz Guayas sowie die Provinz Santa Elena und im Westen an den Pazifischen Ozean.
Manabí verfügt über zahlreiche Strände. Vor allem diejenigen um Manta, Bahía de Caráquez und zwischen San Vicente und Canoa sind besonders bei einheimischen Touristen beliebt. Im Süden der Provinz um Puerto López befindet sich der Machalilla-Nationalpark, der auf 40.000 Hektar Küstenlinie und tropische Wälder umfasst. Daneben finden sich dort archäologische Grabungsstätten vor allem der Manta-Kultur aus dem 6. bis 16. Jahrhundert. Aber auch Objekte älterer Kulturen, namentlich der Chorrera- und Machalilla-Kulturen (2. und 1. Jahrtausend vor Chr.) und der Salango-Kultur (3. Jahrtausend v. Chr.), finden sich dort.

## Wirtschaft und Infrastruktur
Die Provinz Manabí ist wie alle Küstenprovinzen Ecuadors landwirtschaftlich geprägt. Sie ist die bedeutendste Kaffeeanbauregion des Landes. Außerdem werden Kakao, Bananen, Mais, Reis, Baumwolle und viele tropische Früchte (zum Beispiel Melonen, Papayas, Ananas) angebaut. Daneben wird Viehzucht (Rinder) betrieben. An der Küste findet sich Fischerei, in nördlichen Regionen der Provinz auch Garnelen-Zucht.
In Montecristi, Jipijapa und Umgebung wird der sogenannte Panama-Hut, der sombrero de paja toquilla, geflochten, der in alle Welt exportiert wird.
Manta ist eine der wichtigsten nationalen Hafenstädte und außerdem Stützpunkt der ecuadorianischen Marine und war Ort einer US-Militärbasis, der Manta Air Base am Gelände des Internationalen Flughafens Manta, von der aus Teile des Plan Colombia durchgeführt wurden. Mit dem ehemaligen Präsidenten Rafael Correa wurde die US-Manta Air Base geschlossen und der ecuadorianischen Luftwaffe wieder umgewidmet.

## Geschichte
Die Provinz Manabí war in präkolumbischer Zeit Sitz der Reiche der Manta und der Cara. Das Reich der Manta befand sich im Süden (um das von ihnen Jocay genannte heutige Manta), das der Cara im Norden der Provinz (um Bahía de Caráquez) und reichte bis in die heutige Provinz Pichincha. Die Manta, deren Reich von etwa 500 n. Chr. bis zur Konquista (um 1535) währte, waren hervorragende Seefahrer, die auf großen Flößen bis ins heutige Peru und nach Panama gelangten. Sogar Hinweise auf Fahrten bis nach Mexiko und Chile finden sich.
Unter spanischer Kolonialherrschaft war das Gebiet der heutigen Provinz Teil der Real Audiencia de Quito.
Im Oktober 1820 erklärten und erlangten nach und nach die Städte der heutigen Provinz Manabí ihre Unabhängigkeit und wurden dann Teil Großkolumbiens. Am 2. August 1822 gründete Simón Bolívar die Provinz Portoviejo des Departamento de Sur (heutiges Ecuador) von Großkolumbien. Diese wurde aber von Guayaquil aus regiert. Mit dem Gesetz über die territoriale Aufteilung Großkolumbiens vom 25. Juni 1824 entstand dann tatsächlich die Provinz Manabí, die die Kantone Portoviejo, Montecristi und Jipijapa umfasste. Sie gehörte wie die Provinz Guayas zum Departamento Guayaquil. Die Provinz blieb mit der Unabhängigkeit Ecuadors erhalten.
1878 wechselten die beiden damaligen Kirchspiele und heutigen Kantone Atacames und Muisne in die Provinz Esmeraldas.
Entwicklung der Einwohnerzahl der Provinz Manabí bei landesweiten Volkszählungen zum jeweiligen Gebietsstand:
| Jahr                    | Einwohner | +/-    |
| ----------------------- | --------- | ------ |
| 1950                    | 401.378   | –      |
| 1962                    | 612.542   | 52,6 % |
| 1974                    | 817.966   | 33,5 % |
| 1982                    | 868.598   | 6,2 %  |
| 1990                    | 1.031.927 | 18,8 % |
| 2001                    | 1.186.025 | 14,9 % |
| 2010                    | 1.369.780 | 15,5 % |
| 2022                    | 1.592.840 | 16,3 % |
| Datenherkunft: Wikidata |           |        |

## Kantone

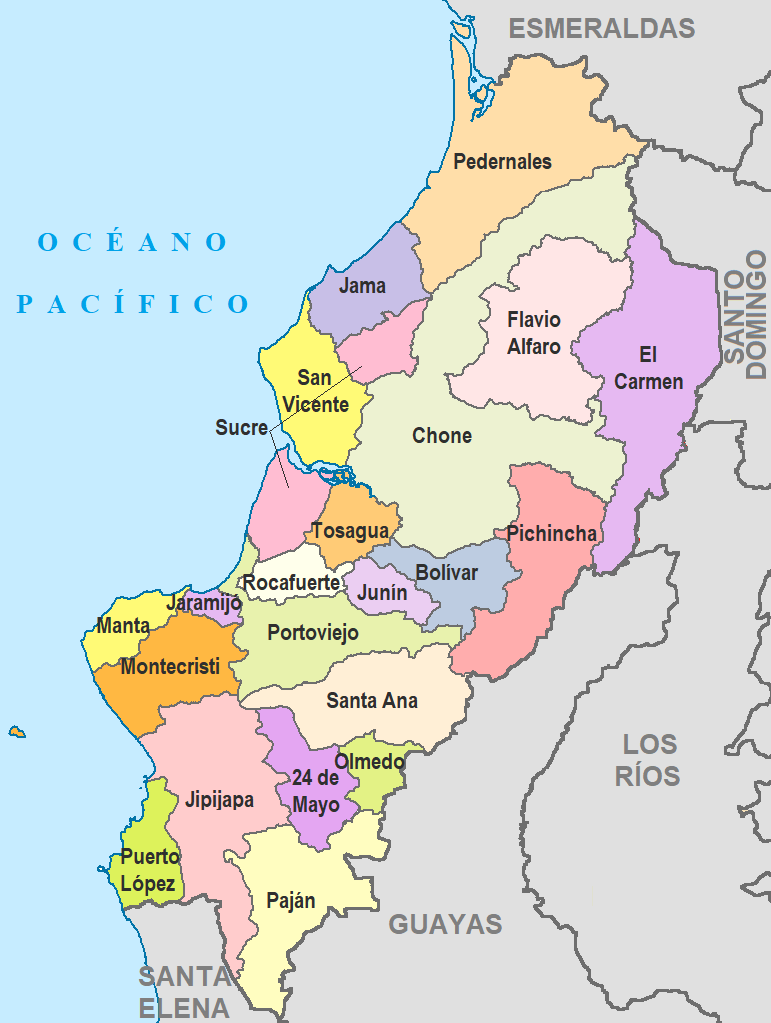
Kantone der Provinz Manabí

Die Provinz ist in 22 Kantone gegliedert. Diese sind (in chronologischer Reihenfolge ihrer Einrichtung):
| Name          | Hauptort          | Einwohner 2022 | Einwohner 2010 | Fläche [km²] | Bev.-Dichte [Ew./km²] | Gründung |
| ------------- | ----------------- | -------------- | -------------- | ------------ | --------------------- | -------- |
| Portoviejo    | Portoviejo        | 322.925        | 280.029        | 957          | 338                   | 1824     |
| Montecristi   | Montecristi       | 99.937         | 70.294         | 705          | 142                   | 1824     |
| Jipijapa      | Jipijapa          | 78.117         | 71.083         | 1.476        | 53                    | 1824     |
| Rocafuerte    | Rocafuerte        | 42.688         | 33.469         | 279          | 153                   | 1852     |
| Sucre         | Bahía de Caráquez | 62.841         | 57.159         | 693          | 91                    | 1875     |
| Santa Ana     | Santa Ana         | 51.462         | 47.385         | 1.019        | 50                    | 1884     |
| Chone         | Chone             | 128.166        | 126.491        | 3.062        | 42                    | 1894     |
| Bolívar       | Calceta           | 41.827         | 40.735         | 524          | 80                    | 1913     |
| Manta         | Manta             | 271.145        | 226.477        | 290          | 935                   | 1922     |
| 24 de Mayo    | Sucre             | 31.473         | 28.846         | 546          | 58                    | 1945     |
| Paján         | Paján             | 41.879         | 37.073         | 1.100        | 38                    | 1951     |
| Junín         | Junín             | 22.324         | 18.942         | 267          | 84                    | 1952     |
| El Carmen     | El Carmen         | 120.936        | 89.021         | 1.741        | 69                    | 1967     |
| Tosagua       | Tosagua           | 42.853         | 38.341         | 381          | 112                   | 1984     |
| Pichincha     | Pichincha         | 30.380         | 30.244         | 1.075        | 28                    | 1986     |
| Flavio Alfaro | Flavio Alfaro     | 26.415         | 25.004         | 1.347        | 20                    | 1988     |
| Pedernales    | Pedernales        | 70.408         | 55.128         | 1.969        | 36                    | 1992     |
| Olmedo        | Olmedo            | 10.090         | 9.844          | 257          | 39                    | 1994     |
| Puerto López  | Puerto López      | 25.630         | 20.451         | 429          | 60                    | 1994     |
| Jaramijó      | Jaramijó          | 29.759         | 18.486         | 97           | 308                   | 1998     |
| Jama          | Jama              | 16.588         | 23.253         | 568          | 29                    | 1998     |
| San Vicente   | San Vicente       | 24.997         | 22.025         | 737          | 34                    | 1999     |